# Kwadraatgetal
In wiskunde is een kwadraatgetal, soms ook wel een perfect vierkant genoemd, een geheel getal dat kan worden geschreven als het kwadraat van een geheel getal; met andere woorden, het is het product van een willekeurig geheel getal met zichzelf. Zo is bijvoorbeeld 9 een kwadraatgetal, omdat het kan worden geschreven als 3 × 3. Kwadraatgetallen zijn niet-negatief. Een andere manier om te zeggen dat een (niet-negatief) getal een kwadraatgetal is, is dat de wortel van een kwadraatgetal een geheel getal is. Aangezien {\displaystyle {\sqrt {9}}=3}, is 9 een kwadraatgetal.

## Voorbeelden
De eerste 50 kwadraatgetallen binnen de natuurlijke getallen zijn:
12 = 1
22 = 4
32 = 9
42 = 16
52 = 25
62 = 36
72 = 49
82 = 64
92 = 81
102 = 100
112 = 121
122 = 144
132 = 169
142 = 196
152 = 225
162 = 256
172 = 289
182 = 324
192 = 361
202 = 400
212 = 441
222 = 484
232 = 529
242 = 576
252 = 625
262 = 676
272 = 729
282 = 784
292 = 841
302 = 900
312 = 961
322 = 1024
332 = 1089
342 = 1156
352 = 1225
362 = 1296
372 = 1369
382 = 1444
392 = 1521
402 = 1600
412 = 1681
422 = 1764
432 = 1849
442 = 1936
452 = 2025
462 = 2116
472 = 2209
482 = 2304
492 = 2401
502 = 2500
Het patroon tussen de perfecte vierkanten van negatief oneindig tot positief oneindig is als volgt:
{\displaystyle n^{2}=(n-1)^{2}+(2n-1).\ }
en dus ook
{\displaystyle (n+1)^{2}=n^{2}+(2n+1).\ }

## Eigenschappen
Het getal m is dan en slechts dan een kwadraatgetal als men de m punten in een vierkant kan arrangeren:
| m = 12 = 1  |
| m = 22 = 4  |
| m = 32 = 9  |
| m = 42 = 16 |
| m = 52 = 25 |

De uitdrukking voor het n-de kwadraatgetal is n2. Dat dit ook gelijk is aan de som van de eerste n oneven getallen kan men zien in de bovenstaande plaatjes, waar een vierkant de som is van het voorgaande vierkant met daarbij een oneven aantal punten (in cyaan) opgeteld. De formule volgt:
{\displaystyle n^{2}=\sum _{k=1}^{n}(2k-1)}.
Zo is bijvoorbeeld 52 = 25 = 1 + 3 + 5 + 7 + 9.
Het verschil tussen twee willekeurige kwadraatgetallen is een oneven getal of de som van twee opeenvolgende oneven getallen.
Elk kwadraatgetal n2 kan ook geschreven worden als de som van een rekenkundige rij van n getallen met als eerste element (n+1)/2 en als verschil 1:
- 22 = 4 = 1,5 + 2,5
- 32 = 9 = 2 + 3 + 4
- 42 = 16 = 2,5 + 3,5 + 4,5 + 5,5
- 52 = 25 = 3 + 4 + 5 + 6 + 7
- 62 = 36 = 3,5 + 4,5 + 5,5 + 6,5 + 7,5 + 8,5
- 72 = 49 = 4 + 5 + 6 + 7 + 8 + 9 + 10

enzoverder. Hieruit blijkt dat als n een oneven getal is, het kwadraat ervan de som is van n opeenvolgende natuurlijke getallen.